# Acmaeodera constricticollis
Acmaeodera constricticollis är en skalbaggsart som beskrevs av Knull 1937. Acmaeodera constricticollis ingår i släktet Acmaeodera och familjen praktbaggar. Inga underarter finns listade i Catalogue of Life.